# 賓得士
賓得（PENTAX）是日本光學設備廠商理光映像（RICOH IMAGING）旗下的相機、望遠鏡品牌，也是豪雅（HOYA）旗下的醫療器械品牌。該品牌在2011年7月1日前原为豪雅公司（HOYA株式会社）的相機、數位相機、天文望遠鏡、內視鏡、眼鏡……等商品之複合事業部總稱，同時也是豪雅所推出該類商品的品牌名稱。
1990年代，攝影由菲林轉趨數碼化，賓得的相機業務受到相當大的衝擊。數碼相機要面對佳能、尼康及索尼的競爭，在微單相機的發展又落後於松下及奧林巴斯，便攜相機也缺乏代表作，市佔率大幅下降。其前身為獨立經營的日本著名光學公司賓得士公司（ペンタックス株式会社），2008年3月31日該公司與日本主要光學玻璃及鏡片生產商豪雅合併；2011年7月1日，又由理光（Ricoh）正式宣布收购豪雅旗下的賓得影像事業部並組建名為「賓得理光映像有限公司」（PENTAX RICOH IMAGING COMPANY, LTD）的子公司。2013年7月2日，賓得理光（PENTAX RICOH）宣佈「賓得理光映像有限公司」（PENTAX RICOH IMAGING COMPANY, LTD）將更名為「理光映像有限公司」（RICOH IMAGING COMPANY, LTD），並保留賓得作為理光旗下的可換鏡頭數碼相機系列品牌。

## 沿革

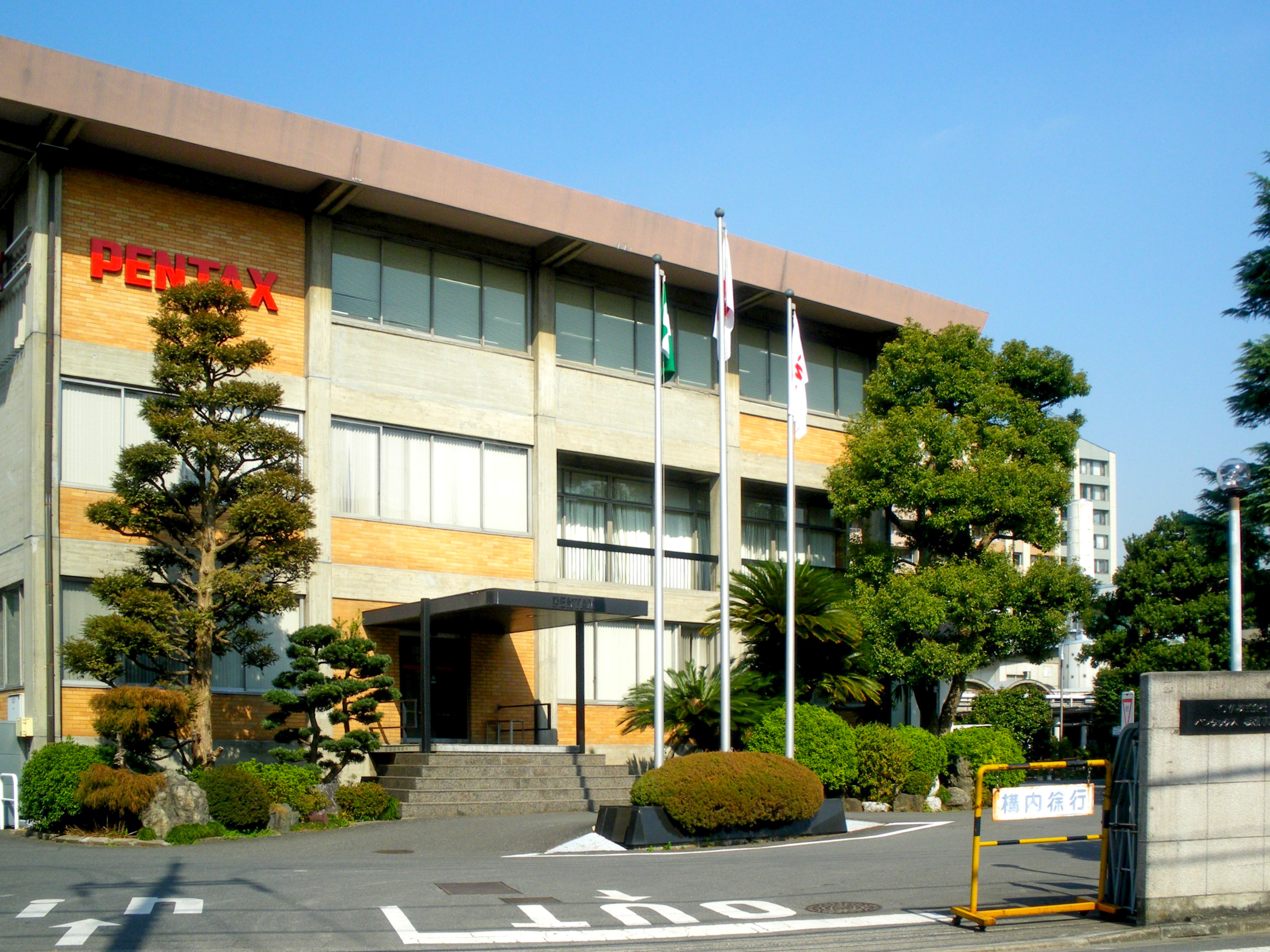
PENTAX位於東京的辦公室

現在為人熟知的相機製造商Pentax前身為設立在東京大塚的旭光學工業合資公司（創立於1919年11月，以下簡稱為旭光學）。初期的旭光學並不生產相機，主要業務是製造眼鏡鏡片，之後開始製造電影放映鏡頭，1931年開始與小西六（之後的Konica）以及千代田光學精機（之後的Minolta）合作，為其相機設計、生產鏡頭。後來日本軍國化抬頭，戰爭用品需求上升，旭光學始為日本皇軍生產軍需品。日本戰敗後，旭光學失去了工廠及大部分員工，公司名存實亡。當時的社長松本三郎帶著所剩無幾的員工與新進員工希望重建公司。戰後的旭光學，靠著雙眼望遠鏡的鏡片加工重新站穩腳步。1948年5月，搭上日全蝕觀測風潮於北海道推出的低價望遠鏡獲得了市場極大的迴響，社長遂決定將公司轉型，建立自有品牌。旭光學從此開始製造雙眼望遠鏡，並為三和商會的迷你相機生產鏡頭。這兩項產品都在市場上大受歡迎，旭光學邁向另一個階段的挑戰。

## 年表
- 1919年：成立旭光學工業合資公司
- 1938年：設立旭光學工業股份公司（旭光学工業株式会社；Asahi Optical Co., Ltd）
- 1952年：第一部日本產35釐米單鏡反射式相機（單眼相機）「Asahiflex」開始販售
- 1954年：搭載獨自開發「反光鏡快速歸位」技術的「Asahiflex II」開始販售
- 1955年：設立日本國內販售公司「旭光學商事股份公司（已於2005年4月與Pentax合併）」
- 1957年：日本第一台搭載光學五稜鏡的單鏡反射式相機「Asahipentax」開始販售
- 1960年：以獨立開發的「反射鏡快速歸位」技術獲得「第二屆科學技術廳長獎」
- 1962年：為作為對歐洲的銷售據點，於荷蘭設立了Pentax Euro n.v.銷售公司
- 1964年：開始販售具備TTL測光的「Asahipentax SP」
- 1967年：於東京·西麻布開設了日本第一間相機博物館（1993年移往益子事業所）
- 1968年：於栃木縣設立益子工廠（現在的益子事業所）
- 1969年：中型單鏡反射式相機「Asahiflex 6x7」開始販售
- 1971年：於東京證券交易所上市
- 1972年：荷蘭阿姆斯特丹證券交易所CDR上市；進入眼鏡市場，販售「SMC PENTAX眼鏡鏡片」
- 1973年：海外生産工場、旭光學（國際）有限公司（現在的Pentax香港）在香港設立；進入資訊設備產業，販售自動製圖機「Photoplotter」
- 1977年：進入醫療器材產業，支氣管光纖內視鏡「FB-17A」發表；進入工業設備製造業，電腦設計系統（P0ENTA CAD System）發表
- 1978年：於加拿大設立PENTAX Canading
- 1979年：於英国設立PENTAX UK
- 1980年：紀念創立60周年，最高級單鏡反射式相機「PENTAX LX」發表
- 1981年：世界第一個創下單鏡反射式相機累積升產量達1,000萬台的紀錄；於東京新宿開設「PENTAX FORUM」；於法國設立「PENTAX FRANCE」；世界第一台TTL自動對焦單鏡反射式相機「PENTAX ME-F」開始販售。
- 1982年：分別於瑞士、瑞典與芬蘭設立「PENTAX SWISS」、「PENTAX FINLAND」。
- 1983年：進入新陶瓷領域，發表人造牙根「アパセラム」。
- 1984年：發表中型單鏡反射式相機「PENTAX 645」。進入輕便相機領域，發表「PENTAX PC35AF」。
- 1985年：發表日本最早的「Apatite骨骼填補材料」。
- 1986年：領先世界發表搭載變焦鏡頭的輕便相機「PENTAX ZOOM70」。
- 1987年：領先世界發表內建TTL閃光燈的自動對焦單鏡反射式相機「PENTAX SFX」。跨入電子內視鏡產業，發表各種搭載CCD感應器「PENTAX VEDIO ENDOSKOP」。
- 1988年：開發可做成任何造型的人造骨材料。
- 1990年：於菲律賓設立相機工廠「ASAHI OPTICAL PHILIPIN（現PENTAX PHILIPIN）」。
- 1994年：開發磁光碟用色收插補正物鏡。
- 1995年：於越南設立光學產品工廠「PENTAX VN」。
- 1997年：發表數位相機「PENTAX EI-C90」，同時發表世界第一台擁有自動對焦的中型單鏡反射式相機「PENTAX 645N」。
- 2000年：開發，並成功量產世界第一個回折型DVD/CD互換複合鏡頭。
- 2002年：公司名稱由「旭光學工業有限公司」（旭光学工業株式会社）變更為「PENTAX股份公司」。推出搭載液晶螢幕的數位相機型雙眼望遠鏡「PENTAX DIGIBINO DB100」。
- 2003年：與中國上海交通大學共同設立開發中心。發表搭載了「滑動透鏡系統」的數位相機「PENTAX OPTIO S」。利用網際網路發表各種有聲產品的服務「Globalvoice」開始。發表數位單鏡反射式相機（簡稱DSLR）「PENTAX *ist D」。於中國設立「PENTAX上海」。
- 2006年：發表數位式單鏡反射式相機「Pentax K10D」。
- 2006年：總裁浦野文男宣佈將與光學玻璃製造大廠豪雅（HOYA）合併，但該合併案在股東的反對下失敗。
- 2006年：推出機身內建防手振（Shake Reduction，簡稱SR）的DSLR——K系列（K100D、K10D）
- 2007年：推出支援內建超音波馬達鏡頭，並搭載除塵系統的「PENTAX K100D Super」。同年，為紀念K10D獲得「Camera Grand Prix 2007最佳相機」推出「PENTAX K10D Grand Prix Packaging」。
- 2008年：推出「PENTAX K200D」與「PENTAX K20D」，並於2009年推出機身與電池手把都採用鈦合金色彩塗裝的「PENTAX K20D Titan Premium Kit」。
- 2008年：3月31日，與HOYA合併成為HOYA旗下的複數事業部。
- 2008年：推出世界最小的內建APS-C型感光元件DSLR——「K-m」。於2009年推出限量的「K-m white」與「K-m olive」。
- 2009年：推出首次搭載動畫錄影功能與金屬機身的「PENTAX　K-7」。
- 2009年：推出世界上首次擁有多達100種機身塗裝組合的「PENTAX　K-x」。
- 2010年：推出搭載有效畫素達到4,000萬畫素的大型CCD感光元件的中型DSLR相機「PENTAX 645D」。
- 2011年：Ricoh從HOYA收購PENTAX的影像事業部門，並組建名為「PENTAX RICOH IMAGING COMPANY, LTD」（賓得理光映像有限公司）的子公司，HOYA則保留PENTAX的其餘部分。
- 2013年：「PENTAX RICOH IMAGING COMPANY, LTD」（賓得理光映像有限公司）更名為「RICOH IMAGING COMPANY, LTD」（理光映像有限公司），而PENTAX變為RICOH旗下的可換鏡頭數碼相機系列。

## 相機產品

### 135底片單眼相機產品

#### 螺牙接環相機（Screw mount camera）

##### M37接環相機（M37 screw mount camera）
- Asahiflex I
- Asahiflex I A
- Asahiflex II B
- Asahiflex II Al

##### M42接環相機（M42 screw mount camera）
- Asahi Pentax
- Asahi Pentax K
- Asahi Pentax S（試作機）
- Asahi Pentax S2
- Asahi Pentax S3
- Asahi Pentax S1（S3的海外版）
- Asahi Pentax SV
- Asahi Pentax S2 SUPER
- Asahi Pentax Spotmatic (SP)（1964）
- Asahi Pentax SL
- Asahi Pentax Electro Spotmatic (ES)
- Asahi Pentax Electro Spotmatic II (ES II)（1971）
- Asahi Pentax Spotmatic F (SPF)（1974）
- Asahi Pentax Spotmatic II (SP II)（1974）

#### K接環相機（K mount camera, since 1975）

##### K系列相機
- Asahi Pentax K2（1975－1980）
- Asahi Pentax KX（1975－1977）
- Asahi Pentax KM（1975－1977）
- Asahi Pentax K1000（1976－1997）
- Asahi Pentax K2 DMD

##### M系列相機
- Asahi Pentax MX（1976－1985）
- Asahi Pentax ME（1976－1980）
- Pentax MV1（1979－1982）
- Pentax ME super（1980－1987）
- Pentax ME-F（1981－1988）
- Pentax MG（1982－1985）

##### A系列相機
- Pentax super A/super PROGRAM（1983－1987）
- Pentax program A/program PLUS（1984－1988）
- Pentax A3/A3000（1985－1987）

##### LX系列相機
- Pentax LX（1980－2001）
- Pentax LX GOLD
- Pentax LX TITAN
- Pentax LX LIMITED
- Pentax LX 2000

##### P系列相機
- Pentax P3/P30（1985－1988）
- Pentax P5/P50（1986－1989）
- Pentax P3n/P30n（1988－1990）
- Pentax P30t（1990－1997）

##### SF系列相機
- SFX/SF1（1987－1989）
- SFXn/SF1n（1989－1993）
- SF7/SF10（1988－1993）

##### Z/PZ系列相機
- Z1/Z1P
- Z5/Z5P
- Z10
- Z20/Z20P
- Z50P
- Z70P

##### MZ/ZX系列相機
以MZ-5（ZX為美國市場型號）為起點推出的復古操作電子相機，並獲得相當的迴響。之後又推出改進操作設計和加強快門係能的MZ-3以及改進操作設計的MZ-5n。此系列的旗艦機為MZ-S。但是除了上述四台相機以及手動對焦的MZ-M以外，其餘的MZ系列機種皆是類似當時其他廠牌的主流操作介面（使用多功能電子轉盤/撥桿控制光圈或快門），甚至部份低價機種不支援無A檔光圈的鏡頭。
- MZ-S
- MZ-3
- MZ-5N（MZ-3的海外版）
- MZ-5
- MZ-6
- MZ-L（MZ-6的海外版）
- MZ-7
- MZ-10
- MZ-30
- MZ-50
- MZ-60
- MZ-M

##### *ist系列相機
- *ist（2003－）

### 120底片單眼相機產品

#### 645相機
- Pentax 645 (1984)
- Pentax 645N (1997)
- Pentax 645N II (2001)

#### 67相機
- AsahiPentax 6x7
- Pentax 67
- Pentax 67II 1998

### 數位相機產品

#### Optio數位相機系列
S5i

#### *ist系列
- *ist D（2003－2006）
- *ist DS（2004－2006）
- *ist DL（2005－2006）
- *ist DS2（2005－2006）
- *ist DL2 (2006)

#### K系列數位相機
- K100D（2006年－2008年）
- K110D（2006年－2008年）
- K10D（2006年）(已停產)
- K10D Grand Prix（限量版，2007)(已停產)
- K100D Super（2007年）(已停產)
- K200D（2008年）(已停產)
- K20D（2008年）(已停產)
- K-m（在美国市场为K2000，2008年）(已停產)
- K-7（2009年－2010年12月）
- K-x（2009年10月－2010年12月）
- K-r（2010年10月－2011年12月）
- K-5（2010年10月－2012年8月）
- K-01（無反光鏡，2012年2月)(已停產)
- K-30（2012年6月－2013年7月）
- K-5II（2012年10月－2013年10月）
- K-5IIs（2012年10月－2013年10月）
- K-50 （2013年7月）(已停產)
- K-500 （2013年7月）(已停產)
- K-3 （2013年10月）(已停產)
- K-S1 （2014年8月）(已停產)
- K-S2 （2015年2月）(已停產)
- K-3II （2015年5月）(已停產)
- K-1（全片幅，2016年2月）(已停產)
- K-70 (2016年6月)(已停產)
- KP （2017年1月）(已停產)
- K-1II（全片幅，2018年2月－迄今）
- K-3III （2021年4月）(已停產)
- KF (2022年11月－迄今）
- K-3 III Monochrome (2023年4月－迄今）

#### 中片幅
- 645D (已停產)
- 645DR（红外限量版）(已停產)
- 645Z (2014年4月)(已停產)
- 645Z IR（红外線業務機）(已停產)

#### Q接環相機（Q mount camera, since 2011）
- PENTAX Q（2011年6月）(已停產)
- PENTAX Q10（2012年10月）(已停產)
- PENTAX Q7 (2013年6月)(已停產)
- PENTAX Q-S1 (2014年8月)(已停產)

## 鏡頭產品

### 135相機鏡頭產品

#### M37螺牙鏡頭（M37 screw mount lens）
1. Takumar系列鏡頭

#### M42螺牙鏡頭（M42 screw mount lens）
M42接環系統是在1940年代由德國相機生產商「Kamera-Werkstatten」所研發，後來許多世界上許多相機品牌如Carl Zeiss、Chinon、Cosina、Enna、Fujica、Kilfitt、Mamiya、Pentax、Ricoh、Rodenstock、Schneider、Schacht、Voigtlander、Vivitar、Yashica（依照英文字母順序排列）等廠商不約而同地採用，並積極地參與生產該接環規格的鏡頭產品，因此只要同屬於是螺牙機身都可以不用轉接環而輕鬆直接裝上屬於使用M42的機身。該接環規格的特點在於以內徑42mm的螺牙作為接環，擁有較早期所熟知的M37接環更大的口徑，因此更利於光學品質的提升。但發展到後來，各廠開始在接環中加入獨自的功能，以及部分相機的反光板長度不一的關係，使得即使擁有通用的螺牙接環也未必能夠互相通用。而各廠加速發展能夠快速裝卸的插刀式接環以及自動化的發展，更加速M42鏡頭也亦日漸淡出攝影器材市場。
1. Takumar系列鏡頭
2. Auto Takumar系列鏡頭
3. Super Takumar系列鏡頭
4. SMC Takumar系列鏡頭

#### K接環鏡頭（K mount lens）
Pentax獨自推出的插刀式接環，以立志成為「The King of SLR」的「K」命名。插刀式接環具有拆卸快速以及定位精準的優點。而K接環為了能讓擁有螺牙鏡頭的使用者能夠順利轉移至新接環而採用了保證能100%相容的設計。使用者只需要購買原廠所推出的轉接環即可在K接環的機身上使用舊有的螺牙鏡頭並支援中央重點以及點測光。K接環鏡頭從一開始只擁有自動開放光圈測光以及光圈連動桿的K系列和M系列鏡頭；加入自動光圈「A檔」的A系列鏡頭稱為KA接環；正式進入自動對焦時代後所推出的第一代鏡頭為F系列，對應接環為KAF接環以及支援「PowerZoom」功能（鏡頭內置馬達作電動變焦）的KAF2接環。FA系列鏡頭為第二代自動對焦鏡頭，FA名稱取自「Fully Automatic」縮寫。和F系列相同，對應KAF接環以及支援「PowerZoom」功能的KAF2接環；FAJ系列鏡頭定位為「FA Junior」，意為FA鏡頭的精簡版。取消了鏡頭接環部的光圈環設計，改以從機身操作。對應接環依然是KAF接環以及KAF2接環；DFA系列為進入數位時代後為因應感光元件反射而改進了鏡頭鍍膜。成像圈涵蓋底片全片幅，因此底片以及數位單眼皆可使用。對應接環仍為KAF接環以及KAF2接環；DA系列鏡頭為數位單眼相機專用鏡頭。成像圈只足夠涵蓋較底片面積小的感光元件。使用於底片單眼相機上會出現周邊畫質降低或是暗角。對應鏡頭也是KAF接環以及KAF2接環，部份使用KAF2接環的新型數位單眼相機並支援內建超音波對焦馬達之鏡頭。
1. K系列鏡頭
2. M系列鏡頭
3. A系列鏡頭
4. F系列鏡頭
5. FA系列鏡頭
6. FA J系列鏡頭
7. D FA系列鏡頭
8. DA系列鏡頭
9. DAL系列鏡頭

### 120相機鏡頭產品

#### Q接環鏡頭（Q mount lens）
PENTAX Q接環鏡頭為PENTAX Q系列無反光鏡可換鏡頭相機的專用鏡頭，目前(2015年3月)共有8種鏡頭：
- SMC Pentax-Q 01 Standard Prime 8.5mm F1.9
- SMC Pentax-Q 02 Standard Zoom 5-15mm F2.8-4.5
- SMC Pentax-Q 03 Fish-Eye 3.2mm F5.6
- SMC Pentax-Q 04 Toy Lens Wide 6.3mm F7.1
- SMC Pentax-Q 05 Toy Lens Telephoto 18mm F8
- SMC Pentax-Q 06 Telephoto Zoom 15-45mm F2.8
- Pentax-Q 07 Mount Shield Lens 11.5mm F9
- SMC Pentax-Q 08 Wide Zoom 3.8-5.9mm F3.7-4

其中01﹑02﹑06﹑08鏡頭為金屬接環﹑可自動對焦﹑可調光圈之鏡頭；03﹑04﹑05 Toy鏡頭為塑膠接環﹑手動對焦﹑不可條光圈之鏡頭,屬玩樂性質；07鏡頭可視為有針孔成像功能之機身蓋。歷代PENTAX Q系列相機有不同片幅大小，使用Q及Q10上換算35mm等效焦段時須乘以5.6，Q7與Q-S1則乘以4.5。

## 醫療產品

### 內視鏡

#### 光纖式內視鏡(Fiberscope)
其影像構成由數量極高的光纖組成，目前共有幾種類型:
- FB 支氣管鏡
- FI 插管內視鏡
- FNL 鼻咽腔鏡
- FCY 膀胱鏡
- FHY 子宮鏡

#### 電子式內視鏡(Video Scope)
SD畫質
- 30/40 M系列
- 30/40 K系列
- 70/80 K系列
- 70 AK系列(自體螢光)
- 90K系列
- K10系列

HD畫質
- 90i系列
- i10系列
- i10c系列
- J10系列

#### 電子式內視鏡主機
- EPK-150C
- EPK-700
- EPK-1000
- SAFE-3000
- EPK-s
- EPK-p
- EPK-i
- EPK-i7000
- EPK-i5000
- EPK-i5500 (IMAGINA)
- EPK-i7010 (OPTIVISTA)
- EPK-3000 (DEFINA)

## 鏡頭各代號
- DA - APS-C DSLR專用鏡頭，接在全片幅機上時部分鏡頭會產生成像圈或暗角
- DFA - APS-C DSLR專用鏡頭，兼容底片相機
- DAL - DA鏡頭的低階簡化版
- FA - 35mm底片相機專用鏡頭，也可用在DSLR上
- ★ - 高階鏡頭
- PZ - Power zoom, 電動變焦功能，可透過機身控制鏡頭變焦，僅有部分底片機鏡支援此功能
- SDM - Supersonic Direct-drive Motor, 超聲波摩打, 對焦摩打收藏於鏡內, 可使對焦更靜及更快, 屬於微型超音波對焦馬達，新式改為環形超音波對焦馬達
- DC - Direct Current Motor(Extra-smooth SDM), 自動對焦馬達，對焦時低噪音
- LE - Limited-series lens, 每月限量生產鏡, 金屬鏡身, 一般有較高質素表現
- ED - Extra-low Dispersion, 指採用超低色散鏡片
- AL - Aspherical lens, 指採用非球面鏡片
- IF - Internal focusing, 指採內對焦驅動
- WR - Basic Weather Resistant, 基本型防水滴防沙塵保護
- AW - All Weather Protection, 全天候防水防沙塵保護(暫時只用於新645DFA鏡)
- SMC - Super Multi Coating, Pentax的多層鍍膜技術，有效減少曜光
- SP - Super Protection, Pentax的防油防水鍍膜技術
- ABC - Aero Bright Coating II，獨創的納米技術基於二氧化矽氣凝膠，具有均勻的氣隙，可在寬波長范圍內實現出色的抗反射效果，並獲得高水平的清晰圖像質量鏡片塗層技術
- HD - High Definition，新種P家鍍膜技術，大大降低光線反射率

## 外部連結
- Pentax全球官方網站 （页面存档备份，存于）（英文）
- Pentax中国大陆官方网站 （页面存档备份，存于）（简体中文）
- Pentax台灣官方網站 （页面存档备份，存于）（繁體中文）
- List of Pentax lenses in lenses DB （页面存档备份，存于）（英文）